# ألبرت سيرا
ألبرت سيرا (بالإسبانية: Albert Serra) (و. 1975  م) هو كاتب سيناريو، ومخرج أفلام إسباني، ولد في بانيولاس.

## جوائز
حصل على جوائز منها:
- Gaudí Award for Best Director  [لغات أخرى]‏، عن عمل: Birdsong (film) [الإنجليزية]‏ (2008).

## وصلات خارجية
- ألبرت سيرا على موقع IMDb (الإنجليزية)
- ألبرت سيرا على موقع مونزينجر (الألمانية)
- ألبرت سيرا على موقع ألو سيني (الفرنسية)
- ألبرت سيرا على موقع تيرنر كلاسيك موفيز (الإنجليزية)
- ألبرت سيرا على موقع أول موفي (الإنجليزية)
- ألبرت سيرا على موقع قاعدة بيانات الأفلام السويدية (السويدية)
- ألبرت سيرا على موقع قاعدة بيانات الفيلم (الإنجليزية)
- ألبرت سيرا على موقع كينوبويسك (الروسية)